# Karel Opočenský
Karel Opočenský foi um jogador de xadrez da Checoslováquia com participações nas Olimpíadas de xadrez de 1931, 1933, 1935 e 1939. Opočenský conquistou a medalha de ouro pelo quarto tabuleiro e a prata por equipes em 1933 e uma medalha de bronze na edição anterior de 1931 por equipes.